# Medios de comunicación en Guayaquil

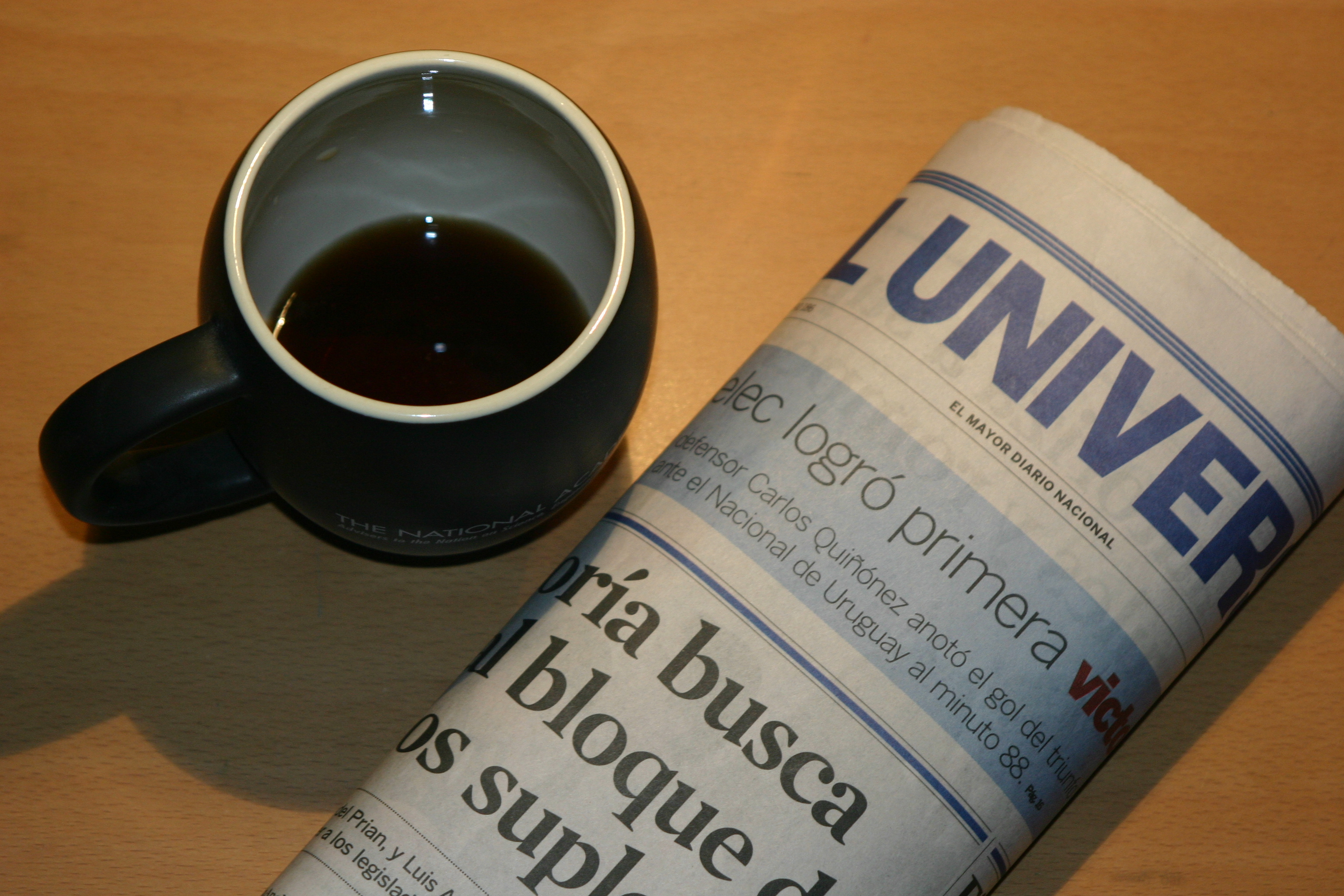
Diario El Universo.

La ciudad de Guayaquil posee una extensa variedad de medios de comunicación. La mayoría de los canales de televisión del Ecuador emiten su señal desde la ciudad, así como también una amplia gama de radiodifusoras.

## Periódicos
En Guayaquil están algunos de los principales diarios de la nación:
- El Universo
- El Telégrafo
- Diario Expreso
- Diario Extra
- Diario Súper

## Televisión

### Señales nacionales
| Canal             | Eslogan                                      | Indicativo | Propietario                                  | Operador | Inicio de transmisión   |
| ----------------- | -------------------------------------------- | ---------- | -------------------------------------------- | --- | ----------------------- |
| Ecuavisa          | Está donde estás                             | Canal 2    | Grupo Alvarado Roca                          | Corporación Ecuatoriana de Televisión S.A. (Guayaquil) Televisora Nacional Compañía Anónima Telenacional C.A. (Quito) | 1 de marzo de 1967      |
| RTS               | Siempre contigo                              | Canal 4    | Albavisión, Grupo RTS                        | Telecuatro Guayaquil C.A.                                                                                             | 12 de diciembre de 1960 |
| Teleamazonas      | El Canal de la Familia Ecuatoriana           | Canal 5    | Grupo Teleamazonas, Grupo Plural TV          | Centro de Radio y Televisión, Cratel S.A. (Quito), Teleamazonas Guayaquil S.A. (Guayaquil)                            | 22 de febrero de 1974   |
| Ecuador TV        | El canal de la Gente                         | Canal 7    | Estado Ecuatoriano, Comunica EP              | RTVE Ecuador | 29 de noviembre de 2007 |
| Gamavisión        | Vive Intensamente, Gamavisión en Cada Rincón | Canal 8    | Estado Ecuatoriano, Comunica EP              | Compañía Televisión del Pacífico Teledos                                                                              | 18 de abril de 1977     |
| TC Televisión     | Tu y yo Somos TC                             | Canal 10   | Estado Ecuatoriano, Comunica EP              | Cadena Ecuatoriana de Televisión                                                                                      | 30 de mayo de 1969      |
| Oromar Televisión | El hogar de los recuerdos felices            | Canal 26   | Sistemas Globales de Comunicación, HC GLOBAL | Oromar Televisión | 1 de noviembre de 2010  |

## Radio
| Estaciones de radio de la ciudad de Guayaquil | Estaciones de radio de la ciudad de Guayaquil | Estaciones de radio de la ciudad de Guayaquil | Estaciones de radio de la ciudad de Guayaquil | Estaciones de radio de la ciudad de Guayaquil | Estaciones de radio de la ciudad de Guayaquil |  |
| Radios AM                                     | Radios AM                                     | Radios AM                                     | Radios AM                                     | Radios AM                                     | Radios AM                                     |  |
| Radio                                         | kHz                                           | Radio                                         | kHz                                           | Radio                                         | kHz                                           |  |
| --------------------------------------------- | --------------------------------------------- | --------------------------------------------- | --------------------------------------------- | --------------------------------------------- | --------------------------------------------- |  |
| Santiago                                      | 540                                           | Huancavilca                                   | 830                                           | Teleradio                                     | 1350                                          |  |
| CRE Satelital                                 | 560                                           | San Francisco                                 | 850                                           | Naval                                         | 1510                                          |  |
| Nacional                                      | 600                                           | Cristal                                       | 870                                           |                                               |                                               |  |
| Morena                                        | 640                                           | Sport                                         | 1010                                          |                                               |                                               |  |
| Carrousel                                     | 660                                           | Ecuantena                                     | 1030                                          |                                               |                                               |  |
| Atalaya                                       | 680                                           | Águila                                        | 1050                                          |                                               |                                               |  |
| Sucre                                         | 700                                           | Sistema 2                                     | 1080                                          |                                               |                                               |  |
| Guayaquil                                     | 730                                           | Intercontinental                              | 1120                                          |                                               |                                               |  |
| Caravana                                      | 750                                           | UCSG Radio                                    | 1190                                          |                                               |                                               |  |
| Revolución                                    | 770                                           | Galáctica                                     | 1230                                          |                                               |                                               |  |
| Super K 800                                   | 800                                           | Universal                                     | 1270                                          |                                               |                                               |  |
| Radios FM                                     |                                               |                                               |                                               |                                               |                                               |  |
| Radio                                         | MHz                                           | Radio                                         | MHz                                           | Radio                                         | MHz                                           |  |
| La Voz de María                               | 88.1                                          | La Otra                                       | 94.9                                          | Hit                                           | 101.7                                         |  |
| Galaxia                                       | 88.5                                          | Sucre FM                                      | 95.3                                          | WQ                                            | 102.1                                         |  |
| Diblú                                         | 88.9                                          | La Metro                                      | 95.7                                          | HCJB2                                         | 102.5                                         |  |
| City                                          | 89.3                                          | Urbana                                        | 96.1                                          | Vigía                                         | 102.9                                         |  |
| Punto Rojo                                    | 89.7                                          | RTP                                           | 96.5                                          | Radioactiva                                   | 103.3                                         |  |
| Romance                                       | 90.1                                          | Carnaval                                      | 96.9                                          | Sonorama                                      | 103.7                                         |  |
| Canela                                        | 90.5                                          | Universitaria                                 | 97.3                                          | Alfa                                          | 104.1                                         |  |
| KCH                                           | 90.9                                          | Radio Nacional del Ecuador                    | 97.7                                          | La Tuya                                       | 104.5                                         |  |
| Tropicálida                                   | 91.3                                          | R                                             | 98.1                                          | 11Q                                           | 104.9                                         |  |
| Antena 3                                      | 91.7                                          | JC Radio La Bruja                             | 98.5                                          | Pública                                       | 105.3                                         |  |
| Estrella                                      | 92.1                                          | I99                                           | 98.9                                          | Fabu                                          | 105.7                                         |  |
| Forever                                       | 92.5                                          | La Radio Redonda                              | 99.3                                          | BBN                                           | 106.1                                         |  |
| Armónica                                      | 92.9                                          | Élite                                         | 99.7                                          | Fuego                                         | 106.5                                         |  |
| América                                       | 93.3                                          | Qué Buena                                     | 100.1                                         | Turbo                                         | 106.9                                         |  |
| Disney                                        | 93.7                                          | RSN                                           | 100.5                                         | Rumba                                         | 107.3                                         |  |
| Onda Positiva                                 | 94.1                                          | Asamblea Nacional                             | 100.9                                         | Machdeportes                                  | 107.7                                         |  |
| Platinum                                      | 94.5                                          | Centro                                        | 101.3                                         |                                               |                                               |  |